# Chiesa di San Zenone Vescovo (Sale Marasino)
La chiesa di San Zenone Vescovo è la parrocchiale di Sale Marasino in provincia e diocesi di Brescia, fa parte del zona pastorale del Sebino.

## Storia
L'edificio di culto fu edificato su progetto di Paolo Ogna di Rezzato in stile barocco nel 1868 in sostituzione dell'antico luogo di culto distrutto, molte delle sue opere furono recuperate e poste nella nuova chiesa.

## Descrizione

### Esterno
La nuova strada fu edificata nel 1870 di conseguenza furono edificate la gradinata divisa in due rampe e la nuova facciata della chiesa.

### Interno
(G. Capelletto, in L'architettura dei secoli XVII e XVIII-Storia di Brescia III, p. 374)
L'interno della chiesa a unica navata a croce greca.  L'incrocio delle braccia con volta a botte affrescata, formano un quadrato dove quattro alti pilastri reggono la cupola a vela, e le quattro cupolette con pianta circolare.
La zona presbiteriale è il prolungamento dell'aula termina con il coro absidale a forma semicircolare.

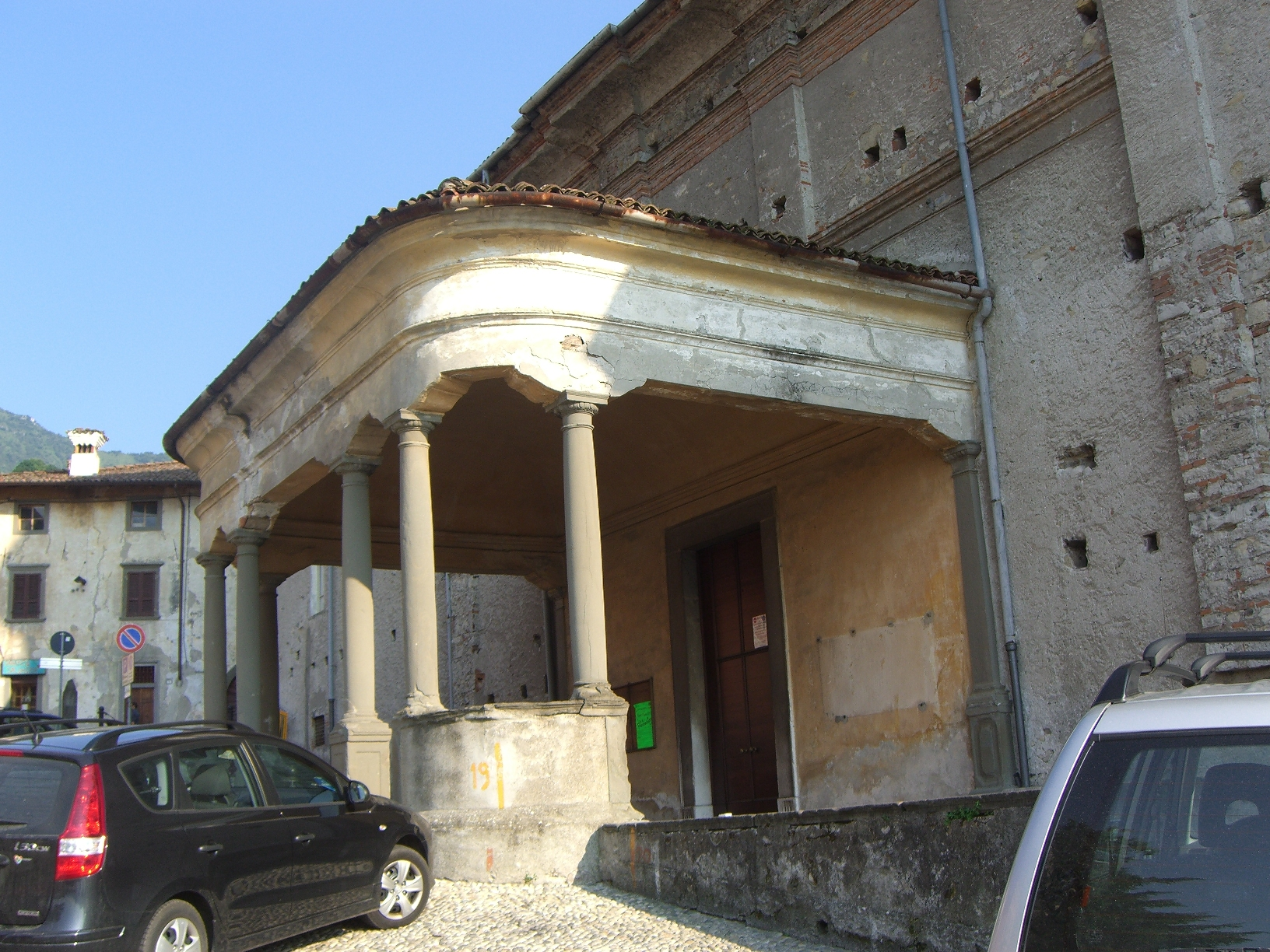
Ingresso laterale